# Itka
Itka – miejscowość w Egipcie, w muhafazie Al-Minja. W 2006 roku liczyła 8837 mieszkańców.